# Villamor Air Base

i8
i11
i13

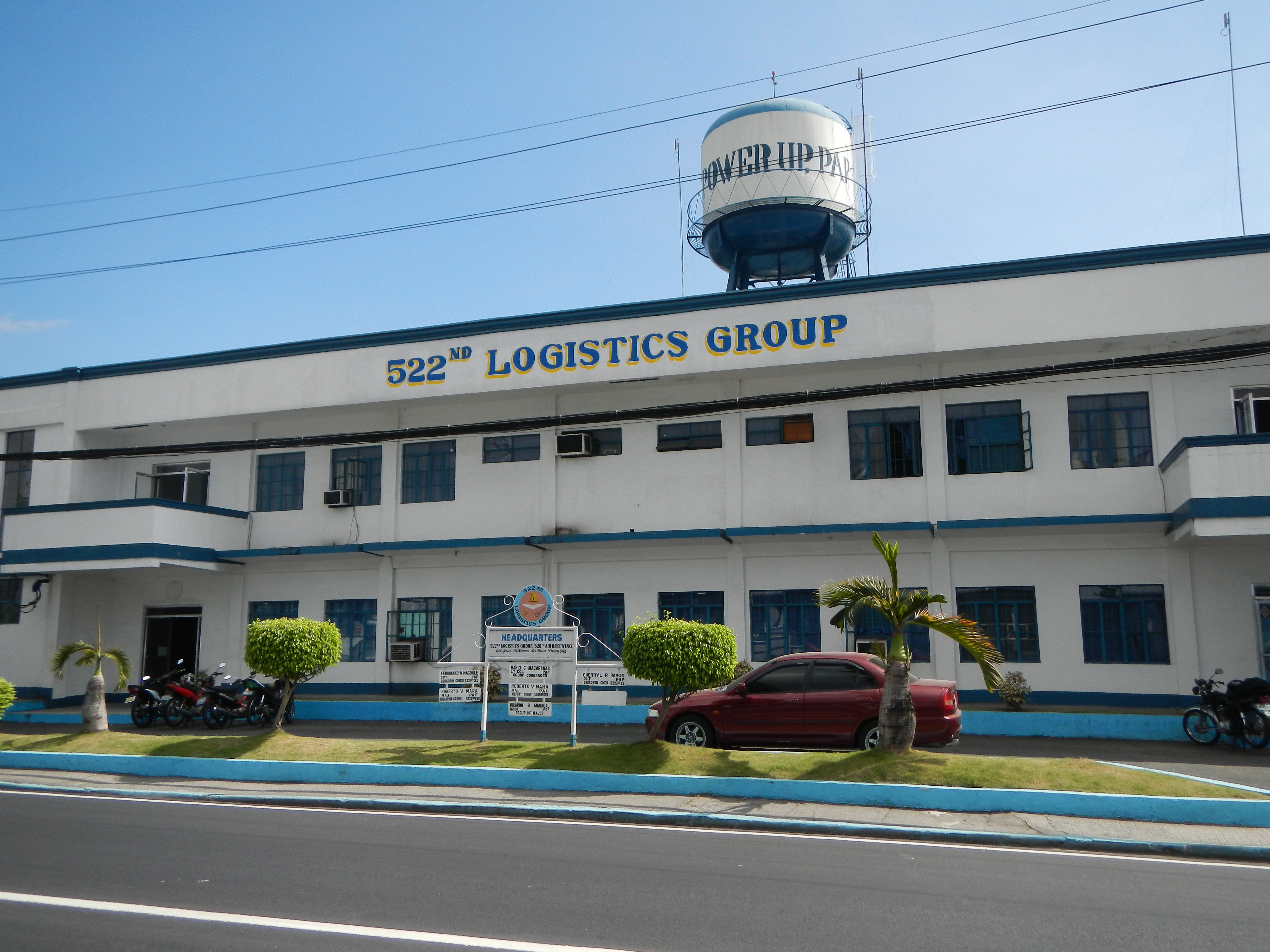
Kapelle und Golf Club der Villamor Air Base

Die Villamor Air Base (IATA-Code: MNL, ICAO-Code: RPLL)  in Metro Manila wurde nach dem Piloten Jesús A. Villamor benannt und ist Heimatstützpunkt der Philippinischen Luftwaffe. Der Militärflugplatz wurde im Jahr 1930 von den Vereinigten Staaten als Flugplatz der United States Army Air Forces unter der Bezeichnung Nichols Field or Nichols Air Base errichtet.
Die Airbase teilt sich die zwei Start- und Landebahnen mit dem Ninoy Aquino International Airport.
Auf der Villamor Air Base sind stationiert:
- 250th Presidential Airlift Wing
- 520th Airbase Wing
- 505th Search and Rescue Group
- 207th Tactical Operations Squadron

## Zwischenfälle
- Am 27. August 1945 verunglückte eine Douglas DC-4/C-54B-1-DC der United States Army Air Forces (USAAF) (Luftfahrzeugkennzeichen 42-72332) bei der Landung auf dem Manila-Nichols Field aufgrund eines mechanischen Defekts. Über Personenschäden ist nichts bekannt.[1]

- Am 30. November 1945 wurde eine Douglas DC-4/R5D-1 der United States Navy (US Navy) (Bu 39147) nahe Manila-Nichols Field in Berge geflogen. Diesen CFIT (Controlled flight into terrain) überlebten alle Insassen.[2]